# کانال یوتا

کانال یوتا (به سوئدی: Göta kanal) (به انگلیسی: Göta canal) کانالی در کشور سوئد است که در قرن ۱۹ میلادی ساخته شده و شهر یوتبری در سواحل غربی را به سودرشوپینگ در سواحل شرقی از طریق رود یوتا متصل می کند.
این کانال جزو جاذبه های گردشگری کشور سوئد بوده و کشتی های مسافربری در آن تردد می کنند.
علاوه بر این کانال یوتا , کانال خواهرخوانده کانال کلدونیان در اسکاتلند است.